# Multiplikatoreffekt

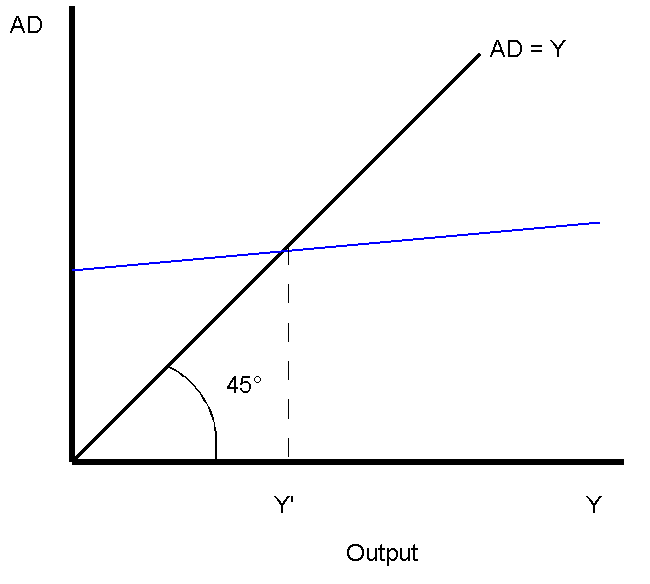
Bilden visar den Keynesianska korsmodellen. Den koefficient som bestämmer lutningen av AD-kurvan kallas multiplikatorn.

Multiplikatoreffekten är ett makroekonomiskt begrepp främst förknippat med keynesiansk kontracyklisk finanspolitik. Politikens effekt innebär en ekonomisk intervention genom att offentliga medel tillförs ekonomin, med målet att stimulera den ekonomiska aktiviteten och förskjuta den aggregerade efterfrågan (AD) till ett högre läge. Multiplikatoreffekten består i att den ursprungliga utgiftökningen understiger intäkterna för den förda politiken - genom att de ökade offentliga investeringarna och konsumtionen genererar arbetstillfällen, som i sin tur leder till ytterligare konsumtion och fler investeringar. Multiplikatoreffektens styrka påverkas även av förändringar i skatteskalorna. En sänkt skattenivå i kombination med ökade utgifter kommer generera en högre effekt.
John Maynard Keynes menade att en relativt liten förändring av statens utgifter och skatter skulle räcka för att styra ett lands ekonomi i rätt riktning.[källa behövs]